# Philip Tomasino
Philip Tomasino, född 28 juli 2001, är en kanadensisk professionell ishockeyforward som spelar för Nashville Predators i National Hockey League (NHL). Han har tidigare spelat för Chicago Wolves i American Hockey League (AHL) och Niagara Icedogs och Oshawa Generals i Ontario Hockey League (OHL).
Tomasino draftades av Nashville Predators i första rundan i 2019 års draft som 24:e spelare totalt.

## Statistik
| 2016–2017  | Mississauga Rebels  | GTHL       | 54  | 37 | 31  | 68  | —  | 10 | 13 | 9 | 22 | 26 |
| 2017–2018  | Niagara Icedogs     | OHL        | 61  | 5  | 19  | 24  | 18 | 10 | 0  | 0 | 0  | 2  |
| 2018–2019  | Niagara Icedogs     | OHL        | 67  | 34 | 38  | 72  | 32 | 11 | 4  | 3 | 7  | 5  |
| 2019–2020  | Niagara Icedogs     | OHL        | 36  | 22 | 35  | 57  | 20 | —  | —  | — | —  | —  |
|            | Oshawa Generals     | OHL        | 26  | 18 | 25  | 43  | 12 | —  | —  | — | —  | —  |
| 2020–2021  | Chicago Wolves      | AHL        | 29  | 13 | 19  | 32  | 43 | —  | —  | — | —  | —  |
| 2021–2022  | Nashville Predators | NHL        | 1   | 0  | 0   | 0   | 0  | —  | —  | — | —  | —  |
| NHL totalt | NHL totalt          | NHL totalt | 1   | 0  | 0   | 0   | 0  | —  | —  | — | —  | —  |
| OHL totalt | OHL totalt          | OHL totalt | 190 | 79 | 117 | 196 | 82 | 21 | 4  | 3 | 7  | 7  |

### Internationellt
| Källa: Uppdaterad: 2021-10-15 | Källa: Uppdaterad: 2021-10-15 | Källa: Uppdaterad: 2021-10-15 |         | Utv = Utvisningsminuter | Utv = Utvisningsminuter | Utv = Utvisningsminuter | Utv = Utvisningsminuter | Utv = Utvisningsminuter |
| År                            | Lag                           | Mästerskap                    | Matcher | Mål                     | Assists                 | Poäng                   | Utv                     |                         |
| ----------------------------- | ----------------------------- | ----------------------------- | ------- | ----------------------- | ----------------------- | ----------------------- | ----------------------- | ----------------------- |
| 2019                          | Kanada                        | U18-VM                        | 6       | 1                       | 4                       | 5                       | 2                       |                         |
| 2021                          | Kanada                        | JVM                           | 7       | 4                       | 2                       | 6                       | 0                       |                         |
| Junior totalt                 | Junior totalt                 | Junior totalt                 | 13      | 5                       | 6                       | 11                      | 2                       |                         |